# Herdsman Lake
Herdsman Lake är en sjö i Australien. Den ligger i delstaten Western Australia, nära delstatshuvudstaden Perth. 
Runt Herdsman Lake är det i huvudsak tätbebyggt. Runt Herdsman Lake är det mycket tätbefolkat, med 2 103 invånare per kvadratkilometer. Genomsnittlig årsnederbörd är 820 millimeter. Den regnigaste månaden är juli, med i genomsnitt 142 mm nederbörd, och den torraste är januari, med 11 mm nederbörd.